# Onycholobus maculicoxis
Onycholobus maculicoxis är en kackerlacksart som först beskrevs av Lucien Chopard 1958.  Onycholobus maculicoxis ingår i släktet Onycholobus och familjen småkackerlackor. Inga underarter finns listade i Catalogue of Life.